# Brian mac Briain Bhallaigh
Brian mac Briain Bhallaigh  (mort en 1487) est un  anti-roi de Connacht de 1461 à 1462.

## Origine
Brian mac Briain Ballaigh est le fils de Brian Ballach († 1418) lui-même 3e fils d'Aodh mac Feidhlimidh

## Règne
Après la mort d'Aodh mac Toirdhealbhaigh Óig le 14 mai 1461, Feidhlimidh Fionn fils de Tadg mac Toirdhealbhaigh Ruaidh Ua Conchobhair Ruadh  le co-roi de Connacht depuis 1439 est capturé par ses parents les fils de Brian Ballach menés par Brian mac Briain mais aussi par  Ruaidri († 1473), le fils et tánaiste d' Aodh mac Toirdhealbhaigh Óig. Le conflit initié en 1384 entre les deux lignées parentes et rivales des Ua Chonchobhair: Donn et Ruadh se double donc d'un différend familial interne aux Ua Conchobhair Ruadh !
Feidhlimidh Geangcach mac Toirdhealbhaigh Óig le frère d'Ua Conchobhair Donn est néanmoins proclamé « Ua Conchobair » c'est-à-dire « O'Connor » en opposition à Tadg mac Toirdhealbhaigh Ruaidh qui est lui aussi capturé par ses propres frères et un parti des Ua Conchobhair Donn . Devant cette anarchie croissante, Mac William Burke et sa parenté mènent alors une grande armée en Machaire-Chonnacht pour libérer Feidhlimidh Fionn. Brian mac Briain le relâche et pour assurer sa propre sécurité il se fait proclamer « Ua Conchobhair » en opposition à son parent Tadgh mac Toirdleabhaigh !  Aedh mac Dermot roi de Moylurg se rallie à lui et reçoit des otages des Ua Conchobhair Ruadh pour le compte de Mac William qui se retire du Connacht.
Les Ua Conchobhair Ruaidh libèrent Tadgh mac Toirdleabhaigh en cédant comme rançon à ses geôliers Ua Conchobhair Donn  la moitié de la ville de Baile-an-Chlair (Ballyclare) et sa région  Tadg mac Toirdleabhaigh  et ses gens défont ensuite les fils  Brian Ballach, un dimanche à Corra an Gobann (Corca Achlann), Dermot, le fils de Donnchad, fils de Brian, et Sean, le fils de Tagd mac Tiernan na Corra, sont tués lors de ce combat. Les fils de Brian Ballagh sont chassés de leurs domaines et privés de toutes leurs propriétés. Il se réfugient chez  Conor Mac Branan à Greanach; mais Mac Branan est contraint de les abandonner et ils èrent de région en région. Mac Branan lui-même est banni de son patrimoine à Annaly, où  Ua Farrell le reçoit et lui donne un domaine pour son bétail et l'asile pour ses gens dans son territoire. Après sa déposition Brian mac Briain Bhallaigh meurt en 1487,.

## Sources
- (en) T.W Moody, F.X. Martin, F.J. Byrne A New History of Ireland IX Maps, Genealogies, Lists. A companion to Irish History part II . Oxford University Press réédition 2011  (ISBN 9780199593064). « O'Connors Ó Conchobhair Kings of Connacht 1183-1474 » p. 223-225 et généalogie n°28 et 29 (a)  p. 158-159.
- (en) Art Cosgrove, A New History of Irland, Volume II  Medieval Ireland 1169-1534, Oxford, Oxford University Press, 2008, 1066 p. (ISBN 978-0-19-953970-3), p. 576-579 chapitre XX Ireland beyond Pale 1399-1460 :   Connacht: O’ Conchobhair Donn versus O’ Conchobhair Ruadh